# Ма Сыцун
Ма Сыцу́н (кит. трад. 馬思聰, упр. 马思聪, пиньинь Mǎ Sīcōng; 7 мая 1912 — 20 мая 1987) — китайский скрипач и композитор.

## Биография
В 1925—1931 годах учился в консерватории Нанси и в Парижской консерватории; среди его учителей был Поль Обердёрфер, заметное влияние на Ма оказал также Янко Биненбаум. В 1929 году становится профессором Института изящных искусствв при Центральном университете в Нанкине. В 1938 году он основывает Южнокитайскую консерваторию в Сянгане (Гонконге). После 1949 года руководил оркестрами и консерваториями в ряде крупных городов Китая: Шанхай, Тайбэй, Тяньцзин, Нанкин, Пекин. Музыкант возглавил Центральную Пекинскую консерваторию, стал вице-президентом Ассоциации китайских музыкантов и редактором журнала «Музыкальное творчество». В 1949 году он избран членом правления Всекитайской ассоциации литературы и искусства. В 1953 году становится заместителем председателя Союза китайских музыкантов. Депутат Всекитайского собрания народных представителей. Концертировал как скрипач в Китае и за рубежом. В 1960-е годы, в ходе «культурной революции», подвергся преследованиям. Его музыка перестала исполняться. Отрешённый от должностей и отстранённый от дел, он вместе с женой бежал в Гонконг, а оттуда перебрался в США. В 2007 года прах композитора и его супруги был перенесен в Китай.

## Сочинения
- мадригал (1944)
- симфоническая поэма «Жёлтый аист»
- симфоническая сюита «Песня о лесах и горах»
- концерт для скрипки с оркестром
- каприччо
- «Тибетская сюита» для скрипки и фортепиано
- кантата «Родина»
- «Демократическая кантата»
- симфоническая поэма «Скорбь о доме»
- симфоническая поэма «Танец Северного фронта»
- фортепианный квинтет
- «Колыбельная»
- «Ностальгия»